# Staurocephalus filicornis
Staurocephalus filicornis är en ringmaskart som beskrevs av Grube 1878. Staurocephalus filicornis ingår i släktet Staurocephalus och familjen Dorvilleidae. Inga underarter finns listade i Catalogue of Life.